# Красное (Арзамасский район)

Центральная улица в Красном, автобусная остановка

Кра́сное — село в Арзамасском районе Нижегородской области России. Административный центр муниципального образования «сельское поселение Красносельский сельсовет».

## Название
По преданию местных жителей, название села произошло от фабрики красных сукон, принадлежавшей двум мордовским купцам.

## Население
| 1999 | 2002  | 2010  |
| ---- | ----- | ----- |
| 2460 | ↘2344 | ↘2324 |

## География
Расположено рядом с рекой Тёша, в 4,5 км (5 верст) к западу от районного центра города Арзамас, в 105 км к югу от Нижнего Новгорода. В 2 км от села проходит автомобильная дорога Р72 Владимир — Муром — Арзамас.
Местоположение, занимаемое селом, низменное, ровное, несколько наклонное к северу, кругообразное, в окружности около пяти вёрст. На севере, в одной версте от села, находится монастырь — «Высокогорская пустынь». При подошве горы течёт река Тёша, с лугами, прилегающими к самому селению.
В селе находится семь прудов, один из них которых самобытный, в виде болота с рыбой, а другие были вырыты по распоряжению помещика Н. Я. Стобеуса.

## История
Основан в 1593 году. До 17-го века село Красное было дворцовым селом, принадлежавшим князю Барятинскому.
Самых первых селян в Красное привезли из Мурома, самых непослушных, дерзких, способных к неповиновению называли кержаками.
В 1808 году построена церковь Смоленской иконы Божией Матери.
В 1883 году открыто сельское двухклассное начальное училище.

### Церковь

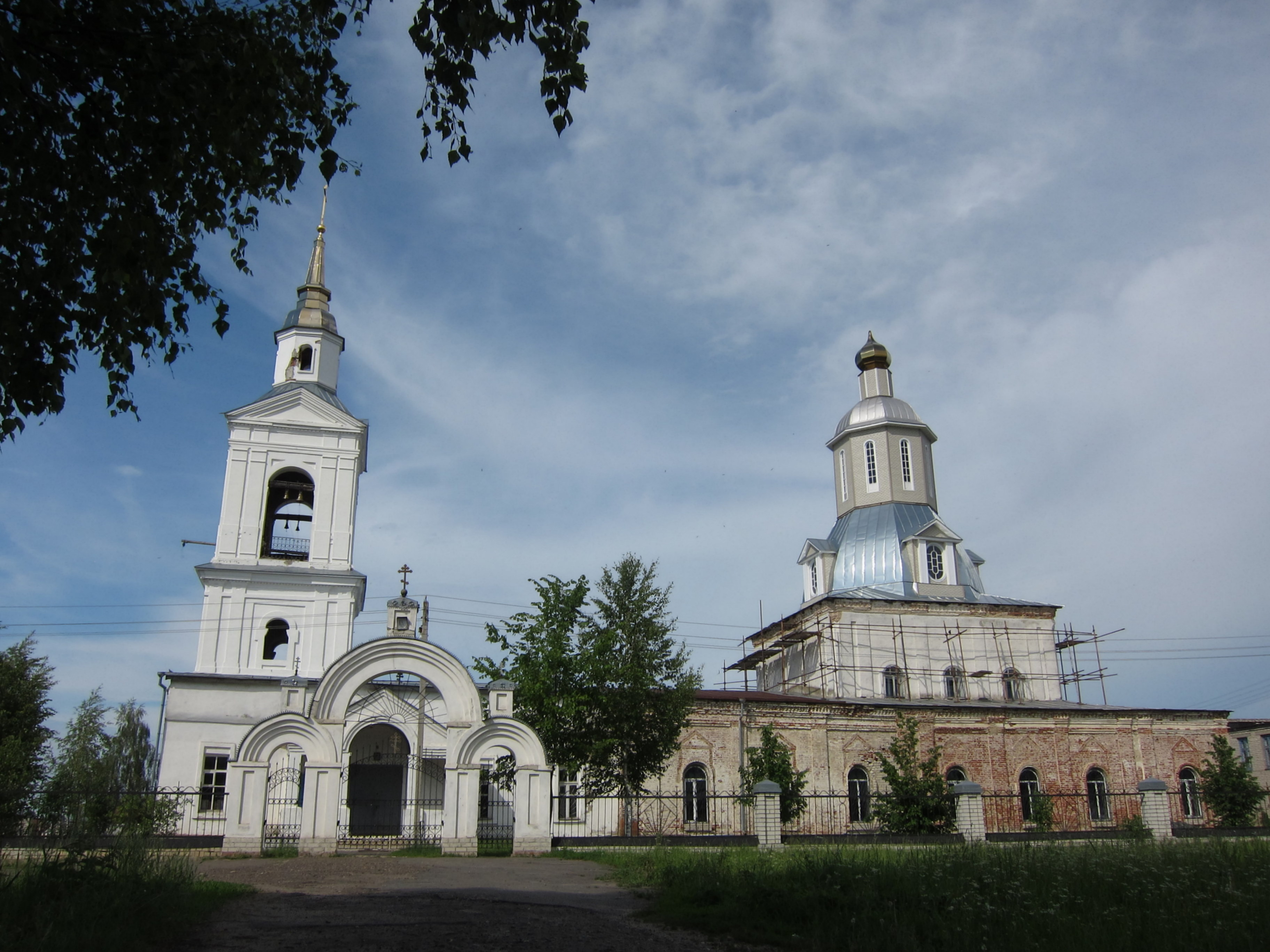
Церковь в селе Красное

Церковь Смоленской иконы Божией Матери, построена в 1808 году благодельцем села князем Василием Галициным. Большой вклад в строительство церкви внесли семьи Роговы, Стуловы и Живовы(Цакраевы). В ней было три престола: средний — в честь Божьей Матери иконы её Смоленской, празднуемой по новому стилю 10 августа, с правой стороны — в честь святого Дмитрия Ростовского, с левой — в честь преподобного Сергия Игумена Радонежского Чудотворца. По штату при церкви состояло 2 священника, 1 дьякон и 2 псаломщика. Их содержание полностью лежало на государстве.
В советское время Смоленскую церковь постигла горькая участь: в 30-е годы сбросили с неё колокол, растащили иконы. Несмотря на это, веру в людях не сломили.
В 1978 году церковь превратилась в увеселительное заведение — ресторан «Русь». Но уже к февралю 1994 года церковь начали восстанавливать. Помощь оказывали все жители села Красное.
Церковь — духовный центр села. Основные события в жизни сельчан происходят именно здесь: крещение, венчание, отпевание.

### Красносельская школа
Красное издавна было крупным населённым пунктом и, несомненно, в селе требовались грамотные люди. Датой основания школы в Красном следует считать 1883 год, когда было открыто сельское двухклассное начальное училище. Сначала в ней учились только мальчики 8-14 лет.
Желающих учиться было много, но приём в школу был ограничен — 60 учащимися. Это объяснялось теснотой помещения. Лишь в 1911 году училище в Красном получило собственный дом. Все кардинально изменилось после революции. К 1 декабря 1918 года в школе обучалось уже 314 мальчиков и девочек.
В годы Великой Отечественной войны большинство школьников трудились на полях, участвовали в строительстве оборонительных учреждений. Дети работали в артели, изготовляя вместе с родителями необходимые для фронта валенки, собирали лекарственные растения, ягоды, шефствовали над ранеными в госпиталях.
К началу 50-х годов был осуществлён переход к всеобщему семилетнему обучению. Следующим шагом стал переход на восьмилетнее обучение. В середине 1950-х годов Красносельская получила статус полной средней школы. В ней обучалось 500—600 учеников.На 1 сентября 2005 года в школе обучалось 204 человека. Коллектив школы состоит из 34 учителей. Выпускниками Красносельской школы в декабре 2005 года была организована рок-группа «Без имени».

## Дом культуры

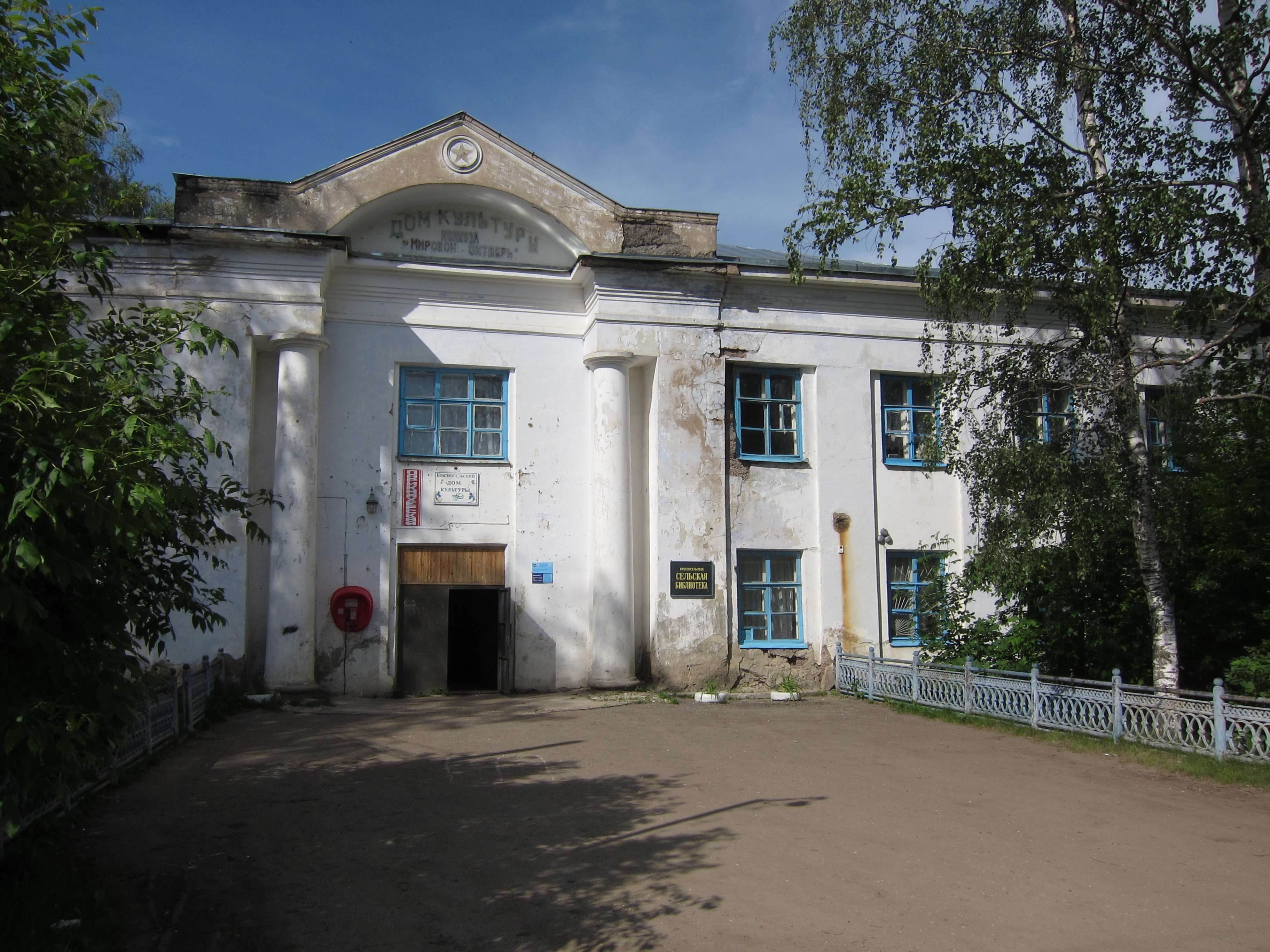
Дом Культуры в Красном

В селе Красное находится Дом культуры и отдыха. Ещё совсем недавно там производился капитальный ремонт на спонсорские деньги под руководством заведующей Лукониной Н. П. Этим ремонтом занимались сами сельчане, из молодёжи помогали Бажанов Евгений и Назаров Александр. В клубе была отремонтирована и покрашена сцена, выровнены и также покрашены стены. Для молодёжи еженедельно, по субботам, устраиваются дискотеки. Первые ДиДжеи ДК были Николай Золотницын, Александр Живов и Кашаев Николай. Администрацией Дома культуры проводятся концерты, массовые праздники, дни села, и т. д.
В настоящее время заведующей Дома Культуры является Моргунова Наталья Сергеевна. Помогает ей в проведении праздников и дискотек активная молодёжь села.

## Известные люди села

### Валентина Теличкина
Валентина Теличкина родилась 10 января 1945 года в селе Красном в семье бывшего раскулаченного.
Окончила ВГИК. В советские годы Валентина Теличкина снялась в нескольких десятках кинофильмов. Героини актрисы — обычные, простые девушки, интуитивно выбирающие правильный жизненный путь. В 2002 году снялась в популярном телевизионном сериале «Бригада». В 2006 году снялась в сериале-ситкоме «Большие девочки».

### Иеромонах Иоанн
Иеромонах Исаакий — основатель Саровской пустыни, в святом крещении наречён был Иоанном. Он родился в 1670 году в селе Красном в семье священнослужителя. Юный Иоанн помогал отцу петь и читать и прислуживать при Богослужении.

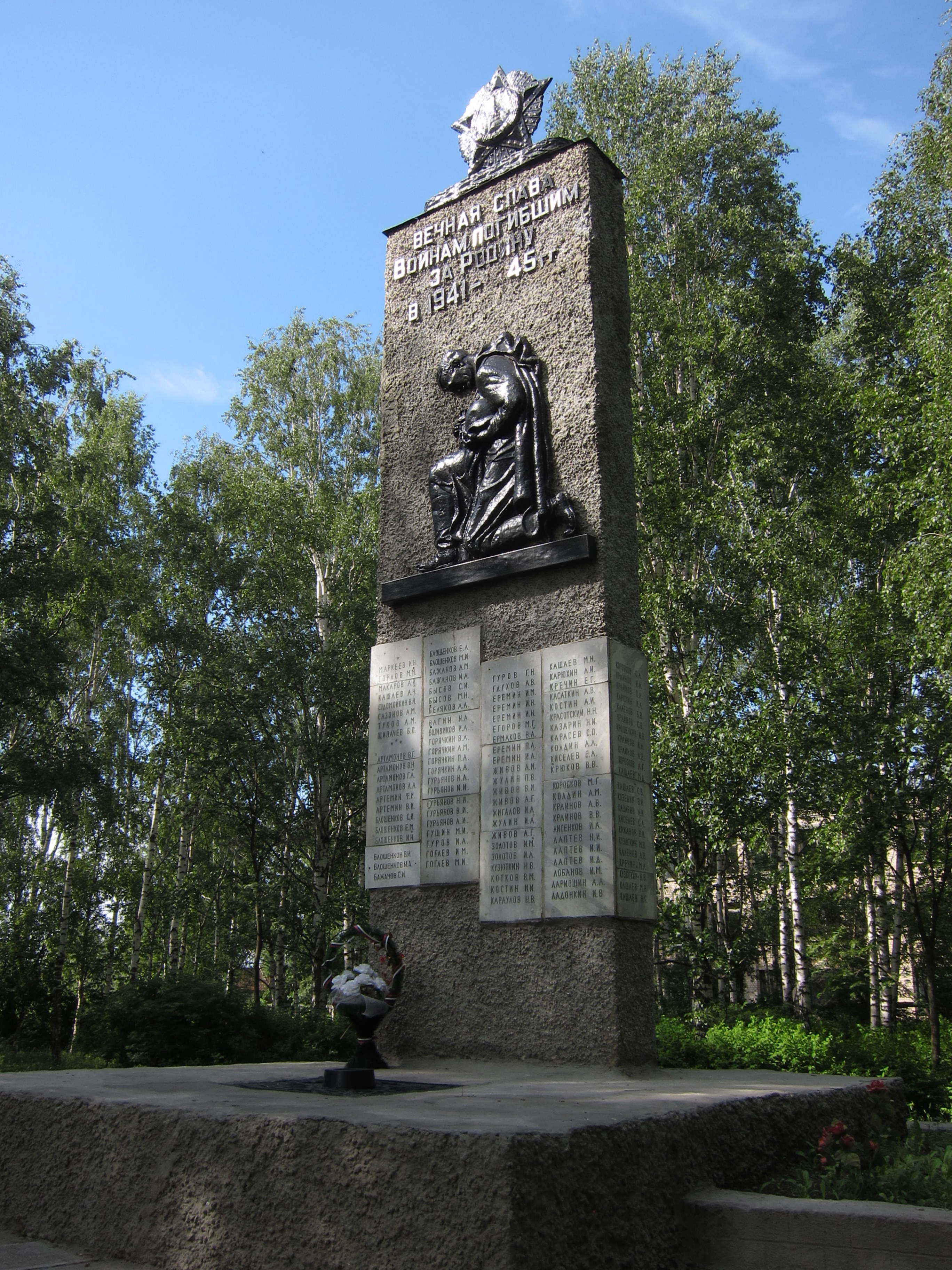
Памятник односельчанам, погибшим в годы Великой Отечественной войны

Пробыв несколько времени в Введенском монастыре, Иоанн отправился с одним иноком отыскивать место для нового места жительства, нашел и полюбил, поставив на нём крест, Иоанн возвратился в Введенскую обитель с твёрдым намерением поселиться в пустыни Саровской. Получив благословение настоятеля, Иоанн оставил в 1691 г Введенский монастырь, и поселился в дебрях Саровской пустыни. Его стараниями быда возведена часовня и первые постройки монастыря. Он стал первым настоятелем Саровской обители, почитаемым и среди мирян и среди духовенства. Умер 4 июля 1737 года на 67 году жизни.

### Маркеев Иван Николаевич
Иван Николаевич Маркеев — герой Великой Отечественной войны родился и учился в селе Красное. Будучи ещё молодым парнем, он ушёл на фронт. Однажды вечером разведчик, возвращаясь с очередного задания, уверенно вёл машину вдоль берега Вислы, когда вдруг он увидел немцев. Оставалось одно — привлечь внимание своих, навязав бой гитлеровцам… Выстрелив в бензобак, Маркеев направил вспыхнувший вездеход к взорванному мосту, раздался взрыв. И это был знак своим. За совершенный подвиг И. Н. Маркеев был награждён орденом Отечественной войны I степени.

## Достопримечательности
- Церковь Смоленской иконы Божией Матери
- Дом культуры и отдыха